# Max Wittmann
Max Wittmann (geboren 1. Juli 1895 in Wien; gestorben 30. August 1971 in West-Berlin) war ein österreichischer Bühnen-, Film- und Fernsehschauspieler.

## Leben und Wirken
Wittmann stieß kurz nach Ende des Ersten Weltkriegs zum Theater und begann seine künstlerischen Aktivitäten 1920 an der Wanderbühne des österreichischen Volksbildungsamtes. In der Spielzeit 1924/25 ist er an der Neuen Wiener Bühne nachzuweisen, in der darauf folgenden Saison 1925/26 war er Ensemblemitglied des Modernen Theaters Wien. Eine weitere Spielzeit später (1926/27) schloss sich Max Wittmann den Kammerspielen Wien an. Zu dieser Zeit sah man ihn in der österreichischen Hauptstadt auch am Theater in der Josefstadt, dem Raimund-Theater sowie am Theater an der Wien. 1927/28 wirkte der gebürtige Wiener erstmals in Berlin, wo er seine Vielseitigkeit unter Beweis stellen konnte. Hier trat Max Wittmann beispielsweise in Erik Charells Inszenierung der Operette Madame Pompadour von Leo Fall (am Großen Schauspielhaus) ebenso auf wie unter Erwin Piscators Leitung, etwa in dessen und Bertolt Brechts Bearbeitung von Alexej Tolstois Rasputin (am Theater am Nollendorfplatz). 1928/29 führte Wittmann ein Abstecher ans Carl-Theater zurück nach Wien, ehe er sich 1929 für sechs Jahre an das Neue Theater nach Frankfurt am Main holen ließ. 
Im nationalsozialistischen Deutschland mehr und mehr mit Schwierigkeiten kämpfend, kehrte der Jude Max Wittmann schließlich nach Österreich heim, wo ihm im Februar 1938, also unmittelbar vor dem Anschluss durch Hitler-Deutschland, die Konzession zur künstlerischen Leitung der soeben gegründeten Volksbühne erteilt wurde. Der Einmarsch der Wehrmacht kurz darauf verhinderte den Beginn einer Spielzeit. In der Folgezeit hielt sich Wittmann mit Auftritten am Kulturbund Deutscher Juden Rhein-Main und Berlin über Wasser und trat noch im Juni 1939 unter der Regie von Fritz Wisten in dem Stück Märchen von der Gerechtigkeit auf. Im Dezember 1939 gelang Wittmann die Flucht aus Deutschland. Er ging zunächst nach Oslo und von dort in die Vereinigten Staaten. Hier ließ er sich in New York zum Designer fortbilden und trat im Rahmen der „Österreichischen Bühne“ New Yorks im April 1940 in Ernst Lothars Inszenierung von Bruno Franks Sturm im Wasserglas auf. Im Juni desselben Jahres erhielt Wittmann, der seinen Namen in den USA zu „Wittman“ amerikanisierte, kurzzeitig (Juni 1940) die Titelrolle in Marcel Pagnols Topaze in einer Aufführung von The Refugee Actors Guild. Danach verliert sich seine Spur zeitweise. Später nahm Wittman(n) die US-Staatsbürgerschaft an, ist aber als Theaterschauspieler in den Vereinigten Staaten nicht mehr nachzuweisen. 
Wittmann kehrte im Laufe der frühen 1950er-Jahre nach Deutschland zurück und setzte dort, nunmehr auch vor der Kamera, seine Arbeit als Schauspieler fort. 1951/52 ist er mit einer kleinen Theatertruppe im Landkreis Marburg nachweisbar, und auch in der Folgezeit trat Max Wittmann kaum mehr einem festen Ensemble bei, sondern wirkte als gastierender Künstler an renommierten Bühnen wie dem Zürcher Schauspielhaus, den Hamburger Kammerspielen und dem Düsseldorfer Schauspielhaus. Seit 1959 sah man Wittmann, der sich in Berlin-Charlottenburg niedergelassen hatte, mit kleinen Rollen in einer Reihe von Film- und Fernsehproduktionen. Seine Chargen umfassten unter anderem einen Ladenbesitzer, einen Hofjuwelier, einen Bischof und einen Bürstenhändler. 
Max Wittmann starb 1971 im Alter von 76 Jahren in den DRK Kliniken Berlin Westend.

## Filme
- 1959: Das schöne Abenteuer
- 1959: Ein Mann geht durch die Wand
- 1959: Nacht fiel über Gotenhafen
- 1960: … und keiner schämte sich
- 1960: Der Groß-Cophta
- 1961: Das Riesenrad
- 1962: Becket oder Die Ehre Gottes
- 1962: Axel Munthe – Der Arzt von San Michele
- 1962: Ein komplizierter Mensch
- 1963: Kapitän Karagöz
- 1965: Zucker
- 1966: Ernest Barger ist sechzig
- 1967: Peter Schlemihls wundersame Geschichte
- 1968: Im Banne des Unheimlichen
- 1970: Kudammgeschichten